# Hans Koch (Politiker, 1930)
Hans Koch (* 27. November 1930 in Groß Breese; † 4. Dezember 1979) war ein deutscher Parteifunktionär der Blockpartei CDU der DDR. Er war Mitglied des Präsidiums des Hauptvorstandes und Vorsitzender des Bezirksverbandes Schwerin der CDU.

## Leben
Koch, Sohn eines Landwirts, war nach dem Besuch der Volksschule auf dem elterlichen Hof tätig. Später qualifizierte er sich zum Agraringenieur.
Nach dem Zweiten Weltkrieg wirkte er aktiv bei der Durchführung der Bodenreform sowie in der Volkskongressbewegung im damaligen Land Mecklenburg mit. Er trat 1950 in die CDU ein und bekleidete von 1953 bis 1956 die Funktion des Vorsitzenden des CDU-Kreisverbandes Perleberg. Von 1956 bis 1958 fungierte er als stellvertretender Vorsitzender und ab 1958 als Vorsitzender des Bezirksverbandes Schwerin der CDU. Gleichzeitig war er ab 1958 Abgeordneter des Bezirkstages Schwerin, stellvertretender Vorsitzender des Bezirksvorstandes der Gesellschaft für Deutsch-Sowjetische Freundschaft und Mitglied des Bezirksausschusses der Nationalen Front. Koch wurde auf dem 9. Parteitag im Oktober 1958 zum Nachfolgekandidaten und auf dem 10. Parteitag im Juni 1960 zum Mitglied des CDU-Hauptvorstandes gewählt. Am 25. Juni 1974 erfolgte seine Wahl zum Mitglied des Präsidiums des Hauptvorstandes der CDU.
Koch starb im Alter von 49 Jahren und wurde auf dem Waldfriedhof in Schwerin-Krebsförden bestattet.

## Auszeichnungen
- 1959 Verdienstmedaille der DDR
- 1963 Ernst-Moritz-Arndt-Medaille
- 1964 Vaterländischer Verdienstorden in Bronze und später in Silber
- 1973 Otto-Nuschke-Ehrenzeichen in Gold